# Opilioacariformes
Opilioacariformes este cel mai mic ordin (sau supraordin) de acarieni, conținând o singură familie și în jur de 10 genuri. Primul reprezentat al Opilioacariformes, Opilioacarus segmentatus, a fost descoperit în Algeria, de Carl Johannes în 1902, urmat Eucarus italicus (Sicilia) și de Eucarus arabicus (Aden), ambele descrise în 1904. 
Se cunosc două exemplare fosile, dintre care unul a fost descoperită în chihlimbarul baltic din Eocen, și celălalt a fost descoperit în chihlimbarul de Birmania din Cretacicul târziu (Cenomanian), atribuit provizoriu genului Opilioacarus.

## Morfologie externă
Aspectul extern al opilioacarienilor se aseamănă cu opilionii și acarienii parazitiformi, totuși ei sunt foarte deosebiți. Opilioacarienii sunt arahnide foarte mici, de 1 – 3 centimetri în lungime. Corpul, acoperit cu cuticulă dură, are formă alungit-ovală, picioarele sunt foarte lungi ca la opilioni. Prosoma și opistosoma se contopesc foarte larg, nu există niciun pețiol care să le unească. Opistosoma este formată din 8 segmente, lucru neîntâlnit la alți acarieni (la majoritatea toate segmentele sunt fizionate). Anterior, prosoma poartă aparatul bucal – gnathosoma – alcătuită din chelicere, buza superioară (labrum) și articolele terminale ale pedipalpilor. Vederea este asigurată de 3 perechi de ochi, la genurile Paracarus și Siamacarus sunt doar două perechi. Respirație este de tip traheală. Traheile se deschid în exterior prin 4 perechi de stigme situate pe primile patru segmente ale opistosomei. Interesant, stigmele nu se află pe partea ventrală a corpului, ci pe cea dorsală. Orificiile genitale se află între coxele celei de a treia perechi de picioare, femelele posedă ovopozitor.

## Ecologie
Opilioacarienii populează locurile umede: solurile, stâncăriile, litiera pădurilor. Mult timp se considerau exclusiv prădători, vânând diverse artropode mici, însă la sfârșitul sec. XX s-a demonstrat experimental că consum și trupurile artropodelor, polenul florilor și ciuperci.

## Sistematică
Ordinul include o singură familie, 10 genuri și 26 de specii.
- Adenacarus Hammen, 1966
- Caribeacarus Vázquez & Klompen, 2009
- Indiacarus Das & Bastawade, 2007
- Neocarus Chamberlin & Mulauk, 1942
- Opilioacarus With, 1902
- Panchaetes Naudo, 1963
- Paracarus Chamberlin & Mulauk, 1942
- Phalangioacarus Coineau & Hammen, 1979
- Salfacarus Hammen, 1977
- Siamacarus Leclerc, 1989
- Vanderhammenacarus Leclerc, 1989

## Răspândire
Opilioacarienii se întâlnesc în regiunile tropicale și subtropicale. Până în prezent au fost descrise foarte puține exemplare. Ei au fost observați în Europa de Sud, Arabia, Patagonia, Texas și Asia Centrală.